# Нурис
Нурис, в верховьях Нурисйоки — река в России, протекает по территории Лоухского района Карелии. Длина реки — 36 км, площадь водосборного бассейна — 182 км².
Река берёт начало из озера Сайдинлампи на высоте выше 293,1 м над уровнем моря и далее течёт преимущественно в восточном направлении.
Река в общей сложности имеет 28 малых притоков суммарной длиной 70 км.
К бассейну Нурис также относятся озёра Исо-Сикаярви и Ювяярви.
Устье реки находится в 5,3 км по правому берегу реки Оланги. Высота устья — 109,5 м над уровнем моря.

## Данные водного реестра
По данным государственного водного реестра России относится к Баренцево-Беломорскому бассейновому округу, водохозяйственный участок реки — Ковда от истока до Кумского гидроузла, включая озёра Пяозеро, Топозеро. Речной бассейн реки — бассейны рек Кольского полуострова и Карелии, впадает в Белое море.
Код объекта в государственном водном реестре — 02020000412102000000673.